# Войнаровський Ігор В'ячеславович
Ігор В’ячесла́вович Войнаро́вський (19 жовтня 1983, Москва) — російський актор театру та кіно.

## Біографія
- Внук відомих радянських артистів оперетти І.Войнаровського і Н.Сімонової, син популярного актора і співака В’ячеслава Войнаровського.

В 2004 році закінчив Театральне училище імені Б. В. Щукіна (курс Є. В. Князєва).
З 2007 року актор Театру «Мастерская П. Фоменко».

### Ролі в театрі
- 2008 «Носоріг» «Мастерская П. Фоменко»
- 2008 «Казка Арденського лісу» «Мастерская П. Фоменко»
- 2010 «Аліса в Задзеркаллі» «Мастерская П. Фоменко»
- 2010 «Рудий» «Мастерская П. Фоменко»

### Ролі в кіно
- 2007 — Тіскі — Пуля
- 2008 — Стиляги — Боб
- 2012 — Духless — Пархоменко

## Цікаві факти
- Ігор Войнаровський виконує пісню «Я люблю бугі-вугі» у фільмі «Стиляги»(2008). Для ролі Боба в цьому фільмі Ігорю довелося поправиться на 20 кілограмів[1].